# Rhaphium longipes
Rhaphium longipes är en tvåvingeart som först beskrevs av Friedrich Hermann Loew 1864.  Rhaphium longipes ingår i släktet Rhaphium och familjen styltflugor. Inga underarter finns listade i Catalogue of Life.